# 乌希城
乌希城（法語：Oulchy-la-Ville）是法国皮卡第大区埃纳省的一个市镇，属于苏瓦松区乌希堡县。该市镇2009年时的人口为122人。

## 人口
乌希城人口变化图示
| 数据来源：INSEE |